# Coppel

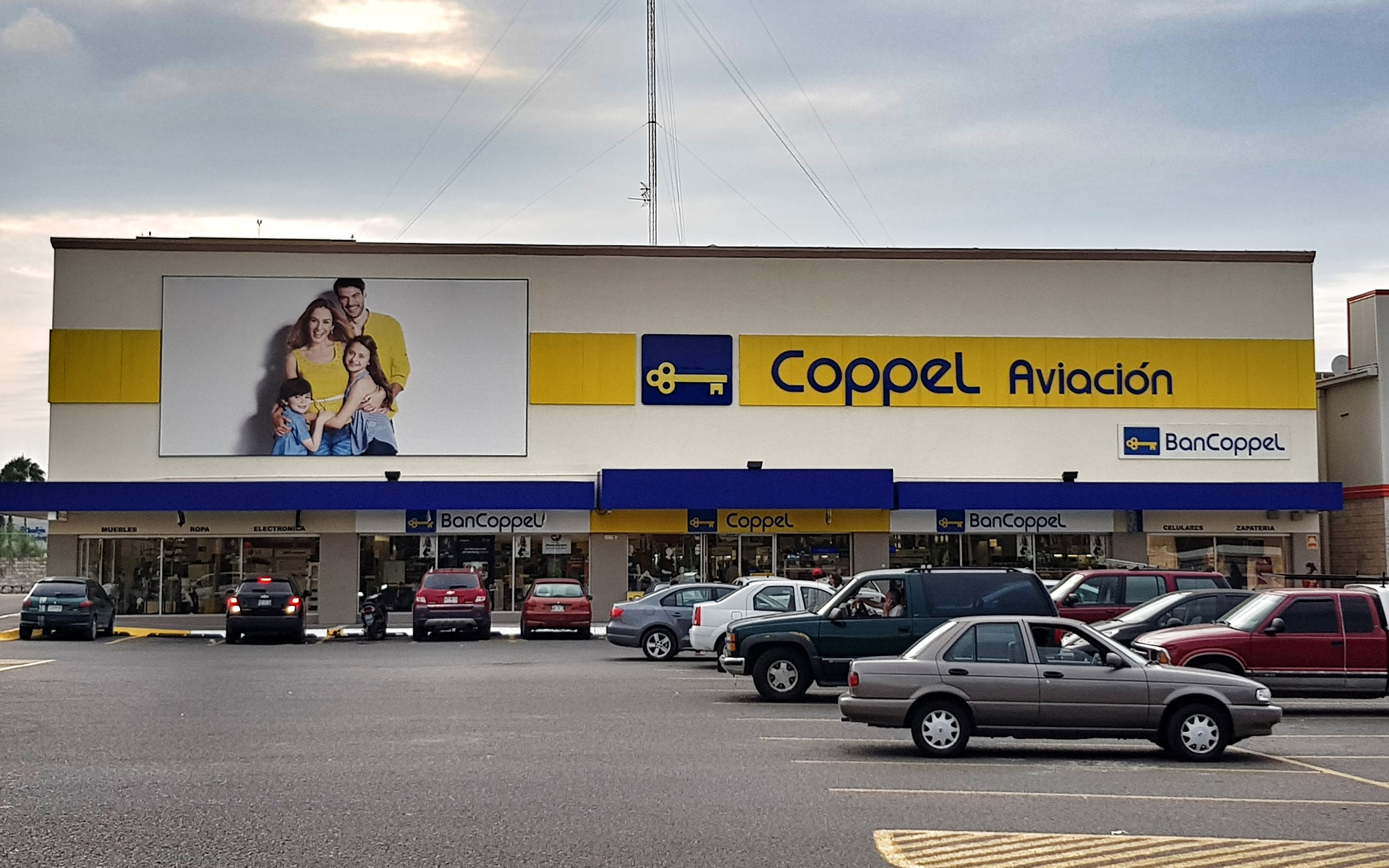
Loja Coppel na Avenida Aviación em Zapopan, Zona Metropolitana de Guadalajara, México

A Coppel é uma rede de lojas de departamento mexicana, fundada em 1941, na cidade de Culiacán, por Luis Coppel Rivas e seu filho, Enrique Coppel Tamayo, que ainda cuida dos negócios, a eles imprimindo um cunho religioso, posto ser apegado ao catolicismo, tendo financiado escolas da Opus Dei no país.
A rede varejista conta com uma instituição financiera, o Bancoppel, e concentra suas vendas no público das classes mais pobres (comumente chamadas classes C e D). Tem como principal atrativo uma agressiva política de facilitação do crédito. Isto levou a empresa a ser uma das maiores afetadas com a Crise financeira de 2008-2009.
No México tem como principais concorrentes as redes Elektra e Famsa. Com a expansão da primeira para o mercado brasileiro, em 2009 a rede iniciou a preparação para iniciar suas atividades também neste mercado, com abertura de lojas na cidade de Curitiba. e Paranaguá
Após uma forte crise no Brasil a empresa terminou suas operações no país em 2018 fechando todas unidades.